# Uwe Nolte

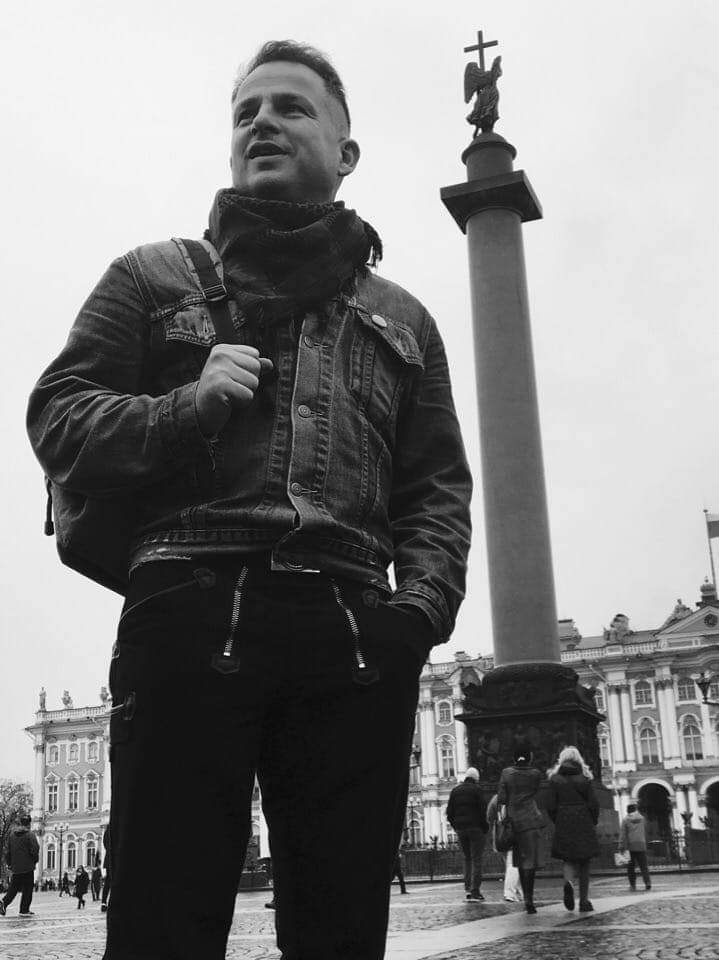
Uwe Nolte 2019 in Sankt Petersburg

Uwe Nolte (* 11. Mai 1969 in Merseburg) ist ein deutscher Musiker, Lyriker, Grafiker und Verleger.

## Leben
Uwe Nolte ist gelernter Tierpfleger. 1987 wurde er Bezirksmeister im militärischen Mehrkampf. Seinen dreijährigen Wehrdienst absolvierte er als Fährtenhundeführer bei den Grenztruppen der DDR. In seiner Jugend gehörte Nolte zur Punk- und Metalszene von Halle. Seine Idole waren laut eigener Aussage Friedrich Hölderlin, Jakob Böhme und Friedrich Nietzsche. Er war verheiratet mit der russischen Künstlerin Kristina Nolte. Von 2009 bis 2013 lebte er in Schirjajewo (Ширяево), einem Dorf an der Wolga in der Nähe der russischen Stadt Samara. Dort bewohnte er das Haus des Malers Ilja Repin. Von 2013 bis 2015 hielt er sich in Tirol auf, wo er den Gedichtband „Wilder Kaiser“ fertigstellte und im Raum Schwaz sein Konzert-Programm „Tyrolis Aeterna“ aufführte. Im Oktober 2017 folgte er einer Einladung der Sibirischen Föderalen Universität Krasnojarsk und gab mehrere Lesungen und Konzerte in Sibirien. Im Oktober 2018 und 2019 betourte er mit seinem Konzert-Programm „Мы братья“ (deutsch: „Wir sind Brüder“) mehrere russische Städte, unter anderem Archangelsk, Sankt Petersburg, Samara, Kazan und Voronesch.
Uwe Nolte pflegt beziehungsweise pflegte Freund- und Bekanntschaft mit dem Dichter und Verleger Uwe Lammla, dem Musiker Michael Moynihan, dem Schriftsteller Baal Müller, dem Sänger Ian Read von der englischen Folk-Band Fire + Ice sowie mit Andreas Ritter von der deutschen Folk-Band Forseti. Enger Freund und Mentor Noltes ist der Dichter Rolf Schilling, der den Prolog zu Noltes erstem Gedichtband schrieb:

„Das Wort ‚Barde‘, heute oftmals leichtfertig oder abschätzig gebraucht, bezeichnet ursprünglich den Dichter als Sänger. Für Uwe Nolte wäre es zutreffend und ein Ehrentitel. Er hat den Ton, der ergreift und zu Herzen geht, und auch, was wir Artisten lieben: Linie, Haltung, Stil.“

Aus der Freundschaft mit Schilling resultieren (zumeist in Questenberg) gemeinsam veranstaltete Lesungen, ein Orplid-Konzert in der Krypta des Leipziger Völkerschlachtdenkmals zu Pfingsten 2006 sowie das von Nolte 2008 produzierte Hörbuch „Gesang überm Quell“ mit Texten von Rolf Schilling. Zudem wurden auf dem Orplid-Album „Greifenherz“ die Gedichte „Gesang an den Horusfalken“ und „Lucifer“ vertont.

## Werk

### Musik
Uwe Nolte wurde hauptsächlich durch sein zwischen Neofolk und Neoklassik angesiedeltes Musikprojekt Orplid bekannt, das er der „Wahrung sowie Neubelebung der deutschen Dichtung“ widmete. Die Thematik der Lieder greift vom germanischen Heidentum, der griechischen Mythologie in die christliche Symbolik des frühen Mittelalters und Naturromantik. Neben von Uwe Nolte selber verfassten Versen werden auch die Texte anderer deutscher Dichter wie Friedrich Schiller, Annette von Droste-Hülshoff, Joseph von Eichendorff, Gottfried Benn, Oda Schaefer, Frank Wedekind und dem zeitgenössischen Dichter Rolf Schilling vertont. In Halle trat er auch als Interpret von Liedern Bertolt Brechts auf.
Weitere Bands waren und sind Rückgrat, Sonnentau sowie seine Live-Band Barditus, mit der er vor allem in Osteuropa auftritt. Noltes musikalisches Spektrum reicht vom Black Metal, Industrial bis zum Neofolk.
2020, nach Abschluss der Arbeit an dem Album Deus vult sowie Veröffentlichung einer 12-teiligen Vinyl-Gesamtausgabe Legatum, gaben Orplid ihre Auflösung sowie das Vorhaben bekannt, eine neue Band namens U.V.D. zu gründen. Nolte ist außerdem mit seinem Projekt Barditus weiterhin musikalisch aktiv.

### Grafik
Sein grafisches Werk, das er auf einigen Ausstellungen präsentierte, ist von der Malerei des europäischen Symbolismus, u. a. von Franz von Stuck, Jean Delville und Gustave Moreau geprägt. Er malt großformatige Bilder mit schönen Frauen, Schwertern und dunklen Wäldern. Verwendet wurden Noltes Grafiken etwa zur Covergestaltung von Büchern und Musikveröffentlichungen, u. a. von den Bands Fire + Ice, Forseti und Leger des Heils.

### Lyrik
Nolte beschreibt seine Lyrik selbst als „formstreng“, sie sei an traditionellen Vorbildern der deutschen Romantik ausgerichtet, insbesondere an Eichendorff und Lenau. 2012 erschien sein erster Gedichtband Du warst Orplid, mein Land! mit eigenen Illustrationen. 2014 erschien bei Arnshaugk der Gedichtband Wilder Kaiser und 2015 eine erweiterte Neuauflage von Du warst Orplid, mein Land! 2016 veröffentlichte derselbe Verlag den Gedichtband Falke Heime und 2017 Schirjajewo.

## Berührungen mit der rechten Szene
Nolte wurde verschiedentlich mit Rechtsextremismus und der Neuen Rechten in Zusammenhang gebracht.
Gegner beschreiben ihn zumeist nicht als Rechtsextremisten, sondern als jemanden, der in seiner Kunst mit faschistischer Ästhetik spielt und seit vielen Jahren wohlwollend von neonazistischen Publikationen umworben wird. Kritisiert wurde er wegen seiner ökonomischen und künstlerischen Kooperationen mit rechtsgerichteten Akteuren und dem Interpretationsspielraum seiner Werke, die ein rechtsextremes Publikum ansprechen könnten. Häufig wurde ihm der Verkauf von CDs seiner Band vor Jahren durch rechte Firmen, Konzerte mit Gruppen, die wegen ihrer Nähe zu rechten Kreisen kritisiert werden, und die Beteiligung an einer CD zu Ehren von Leni Riefenstahl vorgehalten. Besonders Noltes Projekt Orplid wird zudem „ein verklärter Antimodernismus“ vorgeworfen. Nolte wehrte sich gegen die Vorhaltungen mit der Aussage, Politik interessiere ihn nicht und es sei ihm auch gleichgültig, welches Publikum sich für seine Kunst begeistere. Die ihm vorgeworfenen Kritikpunkte seien „immer dasselbe alte Zeug“.
2017 gründete er mit Baal Müller und dem Liedermacher Rudolf Seitner („Sonnenkind“) die Künstlergruppe Orphischer Kreis, die als kultureller Anlaufpunkt für völkisches und neurechtes Gedankengut in Sachsen-Anhalt gilt. Dem Kreis wird ein elitärer Habitus bescheinigt, der die Wiederkehr vorchristlicher Glaubensrichtungen und Lehren im Sinne einer rechtsesoterischen politischen Programmatik betreibt. Im Februar 2019 trug Nolte im Flamberg, dem damaligen Zentrum der rechtsextremen Identitären Bewegung in Halle, „unzeitgemäße und rebellische Kunst“ vor.

## Diskografie (Auszug)
Siehe auch Artikel „Orplid“
NolteX-Releases
- 1994: Rückgrat, „Am Tage des Herrn“ (MC)
- 1996: Rückgrat, „Freude und Leid“ (MC)
- 2003: Sonnentau, „Das Laub fällt von den Bäumen“ (Vinyl/Prophecy Productions)
- 2004: Rückgrat „Freude und Leid“ (CD)
- 2004: Barditus, „Die letzten Goten“ (MCD)
- 2004: Barditus, „Schwarzer Heiland“ (MCD)
- 2005: Eichendorff, „Liedersammlung“ (CD u. a. mit Forseti, Sonne Hagal, Waldteufel)
- 2006: Diverse, „Forseti lebt“ (CD u. a. mit Death in June, Waldteufel)
- 2008: Rolf Schilling, „Gesang überm Quell“ (CD)
- 2023: Barditus, „Dein Schwert“ (MCD/Purity Through Fire)

Kompilationen
- Rückgrat, „Der Freie Wille“ (VAWS, "Riefenstahl-Sampler")
- Uwe Nolte, "Liedersammlung" (Doppel-CD)
- Uwe Nolte "Ave Roma" (Steinklang, "Spiritual sounds for Artsakh")

## Vertonungen (Auszug)
- "Abendstern" (ORPLID, CD "Nächtliche Jünger", WOGE, CD "Uwe Nolte - Liedersammlung")
- "Am Abend" (FORSETI, CD Jenzig", CD "Uwe Nolte - Liedersammlung")
- "Anthologie" (MOSAIC, CD "Uwe Nolte - Liedersammlung")
- "Blume auf dem Felsenschorf" (STEIN, CD "Am Feld", CD "Uwe Nolte - Liedersammlung")
- "Das Abendland" (ORPLID, CD "Orplid", FORSETI, CD "Erde", CD "Uwe Nolte - Liedersammlung")
- "Das ist nicht dein Jahrtausend" (TYR-KREIS, CD "Uwe Nolte - Liedersammlung")
- "Des Sperbers Geheimnis" (ORPLID, CD "Greifenherz", ROLF SCHILLING, CD "Uwe Nolte - Liedersammlung")
- "Dölauer Jungfrau" (CHRISTIAN GLOWATZKI, CD "Lieder im Volkston", CD "Uwe Nolte - Liedersammlung")
- "Erster Frost" (ORPLID, "Sterbender Satyr", TREUSTYE, CD "Uwe Nolte - Liedersammlung")
- "Flechte Blumen dir ins Haar" (SONNENKIND, CD "Uwe Nolte - Liedersammlung")
- "Forseti lebt!" (UWE NOLTE, CD "Uwe Nolte - Liedersammlung")
- "Heimkehr" (ORPLID, CD "Nächtliche Jünger, CHRISTIAN GLOWATZKI, CD "Uwe Nolte - Liedersammlung")
- "Herbstabend" (FORSETI, CD "Windzeit", CD "Uwe Nolte - Liedersammlung")
- "Ich habe die Liebe gesehen" (STEIN, CD "Der Weg des Ziels, CD "Uwe Nolte - Liedersammlung")
- "Letzter Traum" (FORSETI, CD "Windzeit", CD "Uwe Nolte - Liedersammlung")
- "Lichtmess" (STERN DES BUNDES, CD "Uwe Nolte - Liedersammlung")
- "Lied zur Nacht" (CHRISTIAN GLOWATZKI, CD "Lieder im Volkston I, CD "Uwe Nolte - Liedersammlung")
- "Manchmal" (SCHWARZE HEIMAT, CD "Uwe Nolte - Liedersammlung")
- "Michael Schumacher" (TRAUM´ER LEBEN, CD "Uwe Nolte - Liedersammlung")
- "Müder Wanderer" (FORSETI, CD "Erde", CD "Uwe Nolte - Liedersammlung")
- "Noch blüht im Geist verborgen" (VON THRONSTAHL, CD „Imperium internum“)
- "Peter Hagendorf" (VRIMUOT, CD "O Tempora, O Mores!, CD "Uwe Nolte - Liedersammlung")
- "Sommer ging, verirrt, geheim" (JURIS, CD "Uwe Nolte - Liedersammlung")
- "Todes-Mantra" (ALLERSEELEN, CD "Uwe Nolte - Liedersammlung")
- "Wenn die Sonne untergeht" (CHRISTIAN GLOWATZKI, CD "Uwe Nolte - Liedersammlung")

## Ausstellungen (Auszug)
- 1996, Halle (D), Galerie am Eselsbrunnen
- 2004, Heldrungen (D), Wasserburg
- 2005, Portland (USA), Galerie „Heathen Art“
- 2005, Halle (D), Galerie „Kontaktart“
- 2010, Samara (RU), Galerie „Babylon“
- 2011, Suhl (D), Kultur- und Kongresszentrum
- 2013, Merseburg (D), Kunststiftung „Ben zi Bena“
- 2015, Rübeland (D), Kreuzmühle

## Bibliografie

### Gedichtbände
- Uwe Nolte: Du warst Orplid, mein Land! Gedichte. Eisenhut Verlag, ISBN 978-3-942090-26-1.
- Uwe Nolte: Wilder Kaiser. Gedichte. Verlag Arnshaugk, ISBN 3-944064-28-3.
- Uwe Nolte: Du warst Orplid, mein Land! Gedichte. 2. erw. Auflage. Verlag Arnshaugk, ISBN 3-944064-56-9.
- Uwe Nolte: Falke Heime. Gedichte. Verlag Arnshaugk, ISBN 3-944064-62-3.
- Uwe Nolte: Schirjajewo. Gedichte. Verlag Arnshaugk, ISBN 3-944064-90-9.

### Anthologien mit Beiträgen
- Erik Zimmer (Hrsg.): Jugend dichtet. Gedichte junger Menschen unserer Zeit. Ursprung-Verlag, Fürth i. Odw. 1990, ISBN 3-9800309-7-0.
- Michael K. Brust, Gerald Höfer: Tief im Schoße des Kyffhäusers. Anthologie. Arte Fakt Verlagsanstalt, Dresden/ Bendeleben 2004, ISBN 3-937364-04-8.
- Ein Lesebuch. Anthologie. Verlag Arnshaugk, 2009, ISBN 978-3-926370-36-5.
- Das Lindenblatt. Anthologie. Verlag Arnshaugk, 2011, ISBN 978-3-926370-55-6.
- Das Lindenblatt. Anthologie. Verlag Arnshaugk, 2012, ISBN 978-3-926370-83-9.
- Das Lindenblatt. Anthologie. Verlag Arnshaugk, 2014, ISBN 3-944064-26-7.
- Das Lindenblatt. Anthologie. Verlag Arnshaugk, 2015, ISBN 3-944064-58-5.
- Schlafende Hunde V. Anthologie. Verlag am Park, 2017, ISBN 978-3-945187-86-9.
- Das Lindenblatt. Anthologie. Verlag Arnshaugk, 2018, ISBN 978-3944064925.
- Zeichen in die Esche geritzt. Anthologie. Verlag Arnshaugk, 2020, ISBN 3-95930-212-6.
- Alexander von Bismarck (Hrsg.): Begegnungen zwischen Russen und Deutschen. Anthologie. Verlag Arnshaugk, 2023, ISBN 9783959302722.

## Presseberichte
- Inszenierter Abfall durch farbiges Licht fixiert. Fotografisches von Uwe Nolte in der Galerie Alter Markt. In: Mitteldeutsche Zeitung. 24. Januar 1996.
- Jan Waetzold: Hallescher Musiker legt eigenen Gedichtband vor. In: BILD-Zeitung vom 10. Januar 2013.
- Jan Waetzold: Dichter Uwe Nolte meldet sich zurück. In: BILD-Zeitung vom 3. Januar 2015.